# Авіколор
Авіколор (крос домашніх курей) — крос домашніх курей м'ясо-яєчного напрямку продуктивності. Виведені в Україні, на Пологівській інкубаторній станції.

## Продуктивність
Вага півнів і курей — від 2,1 кг од 3,5 кг.
Яйценосність — 300—320 яєць на рік. Маса яйця — 50 грамів.
Нестись починають в 4-5 місяців.
Нестись починають в 3,5-4,5 місяців.

## Екстер'єр
Оперення у півнів біле з рудими і чорними вкрапленнями; у курей — більше рудого.
Очі червоні. Дзьоб жовтий.
Півні мають великий хвіст з косицями різних кольорів.
Гребінь великий листоподібний (5-6 зубців).

## Особливості кросу
Курчат легко розрізнити за статтю: курочки мають червоний колір пуху, півники — жовтий.
Дорослі кури мають гарно збережений інстинкт насиджування.